# Julius Arigi

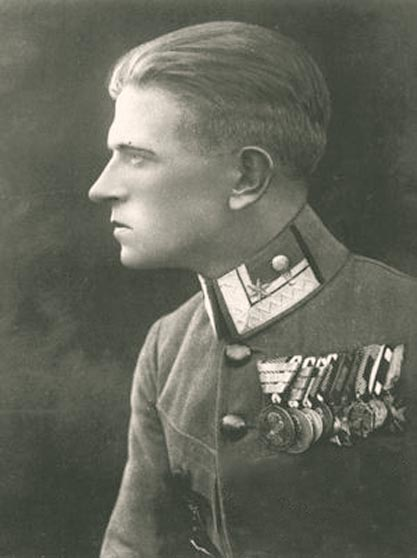
Julius Arigi als Offizierstellvertreter 1918.

Julius Arigi (* 3. Oktober 1895 in Tetschen, Österreich-Ungarn; † 1. August 1981 in Seewalchen am Attersee) war ein hoch dekorierter Jagdflieger im Ersten Weltkrieg. Mit 32 bestätigten Luftsiegen war Julius Arigi nach Godwin Brumowski der zweiterfolgreichste Feldpilot der österreichisch-ungarischen Luftfahrtruppe.

## Leben

### 1895 bis 1914
Arigi wurde als Sohn einer deutschböhmischen Familie geboren und absolvierte nach der Bürgerschule eine Elektrotechniklehre. Am 5. Oktober 1913 meldete er sich freiwillig für das Festungsartillerieregiment Nr. 1 („Kaiser Franz-Joseph“) in Wien. Im März 1914 wurde Arigi in die Luftschiffabteilung der Gemeinsamen Armee versetzt. Dort absolvierte er bis November 1914 das Pilotentraining.

### Erster Weltkrieg
Am 23. November 1914 wurde Arigi zum amtlich bestätigten Feldpilot mit dem Rang eines Zugsführers ernannt. Er wurde der Fliegerkompanie 6 auf dem Balkan zugeteilt, wo er zunächst als Aufklärungs- und Artillerieflieger eingesetzt wurde.
Bei einem Einsatz im Oktober 1915 musste er wegen eines Motorschadens auf montenegrinischem Gebiet notlanden und wurde gefangen genommen. Nach fünf erfolglosen Ausbruchsversuchen gelang ihm Mitte Jänner 1916 mit fünf anderen österreichisch-ungarischen Soldaten auf kuriose Weise die Flucht. Arigi war zum Arbeitsdienst in der montenegrinischen Artilleriekaserne in Podgorica, als er in einem unbeobachteten Moment die Fiat-Limousine von König Nikola I. aus einer Garage stahl und zusammen mit sechs weiteren Insassen flüchtete. An einem österreichisch-ungarischen Vorposten angelangt, meldete sich Arigi mit sechs Mann und einem Königsauto.
Nach dem Fall des Lovćen wurde die Einheit nach Skutari weiter im Süden verlegt. Seinen ersten sowie vier weitere Abschüsse erzielte er am 22. August 1916 alleine gegen eine Staffel von sechs italienischen Flugzeugen, was ihm sogleich den Rang eines sogenannten Flieger-Asses einbrachte. Ende des Jahres wurde er zum Fluggeschwader 1 (der späteren Fliegerkompanie 101G) an die Isonzofront verlegt und flog hauptsächlich die Eskorte bei Bombenmissionen. Im Frühjahr 1917 wurde er der Jagdfliegerkompanie 41J unter dem Kommando von Godwin von Brumowski zugewiesen, wechselte wegen persönlichen Differenzen mit diesem aber schon bald zu der bei Pergine Valsugana stationierten Jagdfliegerkompanie 55J.
In den rund acht Monaten bei Flik 55J erzielte er die meisten seiner Luftsiege. Zusammen mit dem Kommandanten Josef von Maier und Josef Kiss, beide ebenfalls Fliegerasse, brachte er der Einheit bald den Namen Kaiserstaffel ein. Im April 1916 kehrte er für kurze Zeit in die Fliegerkompanie 6 zurück, bevor er der ebenfalls am Balkan stationierten Jagdfliegerkompanie 1J zugewiesen wurde. Die Flik 1J hat für die restliche Zeit des Krieges auch inoffiziell als die „Arigi-Staffel“ firmiert.
Insgesamt kam Julius Arigi bis zum Ende des Weltkrieges auf über 700 Feindflüge.

### 1919 bis 1981
Nach dem Ersten Weltkrieg reiste Arigi nach Südamerika und zog wenig später im Jahr 1919 in die Tschechoslowakei, wo er noch im selben Jahr das Flugunternehmen Ikarus gründete. Aus dem Unternehmen in Marienbad entwickelte sich in weiterer Folge eine weltweite Flugorganisation, welche auch Langstreckenflüge anbieten konnte. Nicht zuletzt deshalb gilt Arigi als „Gründer des tschechoslowakischen Luftverkehrs“. 1928 trat Arigi der DNSAP bei. Aufgrund der politischen Verhältnisse in der Tschechoslowakei übersiedelte er 1934 zuerst nach Berlin und danach nach Österreich und wurde 1936 wieder österreichischer Staatsbürger. Zusammen mit Benno Fiala von Fernbrugg gründete er die Flugzeugfabrik Wiener Neustädter Flughafenbetriebs GmbH.
Nach dem „Anschluss“ Österreichs an das Deutsche Reich wurde Arigi im März 1938 als Hauptmann in die deutsche Luftwaffe aufgenommen und in weiterer Folge Fluglehrer an der Jagdfliegerschule 5 in Wien-Schwechat, sowie Gauamtsleiter bei der Gauleitung Niederdonau. Zwei seiner bekanntesten Flugschüler waren Walter Nowotny und Hans-Joachim Marseille. Im Laufe des Zweiten Weltkrieges diente er auch auf verschiedenen Fliegerhorsten in Ungarn, auf dem Balkan und in Nordafrika.
Bei Kriegsende 1945 befand sich Arigi wieder in Marienbad, musste die Tschechoslowakei allerdings aufgrund der Vertreibung alsbald wieder verlassen. Er flüchtete zuerst nach Wien und im Jahr 1947 weiter nach Seewalchen am Attersee. Dort arbeitete er als Handelsvertreter und erwarb im Jahr 1957 den Privatpilotenschein.
Arigi starb schließlich im Schlaf am 1. August 1981 zu Hause am Attersee.

## Auszeichnungen
- vierfache Goldene Tapferkeitsmedaille; davon die erste für die Versenkung eines Transportschiffes und die zweite für seine fünf Luftsiege am 22. August 1916
- vierfache  Silberne Tapferkeitsmedaille I. Klasse
- zweifache  Silberne Tapferkeitsmedaille II. Klasse
- zweifache Bronzene Tapferkeitsmedaille
- Bulgarischer Militärorden für Tapferkeit, I. Klasse
- Preußische Kriegsverdienstmedaille[8]